# マルグリット・ド・ブラバン (フランドル伯妃)
マルグリット・ド・ブラバン（Marguerite de Brabant, 1323年2月9日 - 1380年）は、フランドル伯ルイ2世の妃。

## 生涯
マルグリットはブラバント公ジャン3世とマリー・デヴルーの娘である。マリーは子供を産んだ唯一のジャン3世の子である。1347年にフランドル伯ルイ2世と結婚した。1350年4月13日に2人の娘マルグリット3世が洗礼を受けた。唯一生き残った子のマルグリット3世はブルゴーニュ公フィリップ2世と結婚し、ブラバントはブルゴーニュ公の影響下に入った。
1371年9月26日、マルグリットと義母のアルトワ女伯マルグリット・ド・フランスはランスにおいてブルゴーニュ公フィリップ2世の支持者のための夕食会にゲストとして参加した。その後まもなく、マルグリットはフランドルを離れ、夫と遠く離れてルテル伯領に住み、そこで1380年4月（イースターの後）に死去した。

## 子女
- ピエール - 夭折
- シャルル - 夭折
- マルグリット3世（1350年 - 1405年） - フランドル女伯。ブルゴーニュ公フィリップ1世と結婚、死別後ブルゴーニュ公フィリップ2世と再婚。